# バックマン (鉄道模型)
- バッハマン
- バハマン

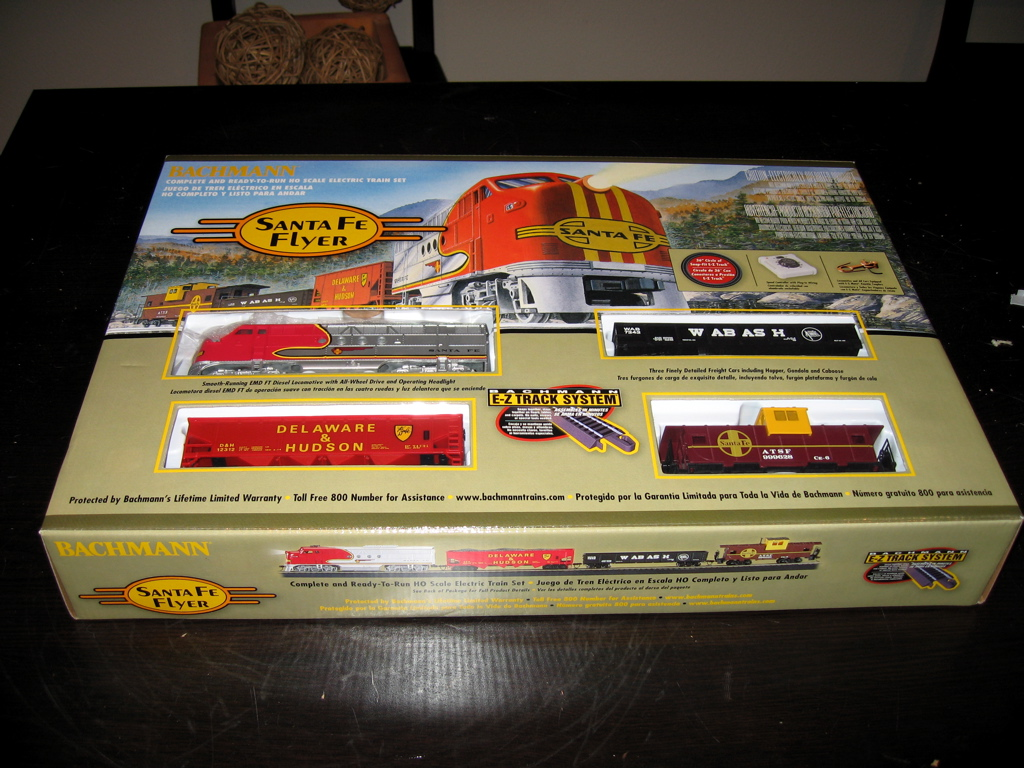
バックマンの鉄道模型セットの一例

バックマン (Bachmann Industries) は、バミューダ籍で香港資本の鉄道模型メーカーである。

## 概要
1833年に創業した当初は装飾品を製造していた。後に香港の模型メーカーの傘下に入り、各国の鉄道模型メーカーを買収し、ヨーロッパ各国や中華人民共和国で鉄道模型を発売している。
バックマンでは、主に大きな需要のある入門者向けの列車セットを良い品質で安価に提供することに特化している。香港に世界的な拠点を構え、アメリカ合衆国ではペンシルベニア州フィラデルフィアに拠点を置いている。
日本語では「バッハマン」「バハマン」の表記揺れがあり、また「バックマン兄弟商会」などと呼称される。

## 歴史
1833年、ヘンリー・カーライル (Henry Carlisle) は会社を設立し、女性向けに象牙製のスペイン櫛や日傘の手元 (ハンドル) を製造した。主にアメリカ合衆国南部ルイジアナ州の貴族向けであった。南北戦争後はべっこうや象牙を用いたかんざしなどの装身具、杖のハンドルなどを製造した。
1899年、カーライルが設立した会社は、ヘンリー・G・バックマン (Henry G. Bachmann) の下、息子のヘンリー・E・バックマン (Henry E. Bachmann) とワルター・J・バックマン (Walter J. Bachmann) が共同経営する競合会社と合併した。1914年にヘンリー・G・バックマンが死去し、社名を『バックマン兄弟商会』 (Bachmann Bros. 、以下バックマンと記す) とした。
1902年から象牙に代わって櫛などの製造にセルロイドを用いるようになった。1912年にはセルロイド製の眼鏡のフレームの製造を開始した。この頃からバックマンではプラスチック製品の開発を開始した。1927年にフィラデルフィアへ会社が移転したが、その頃アメリカ最初のサングラスメーカーとなっていた。そのサングラス『Solarex』は世界中で人気商品となり、第二次世界大戦中にはアメリカ陸軍やアメリカ空軍でも採用されていた。その他の製品としては、ウィンチェスター・リピーティングアームズ向けに狙撃用のゴーグルを製造した。また、ノルウェーのスキー選手であるスタイン・エリクセンにスキー用ゴーグルを提供した他、アメリカの模型メーカーである「プラスチックヴィルUSA」 (Plasticville.U.S.A) に鳥の模型を提供した。 
1966年頃、アメリカで鉄道模型のNゲージの人気が出てきたためバックマンでは1968年にNゲージに参入した。1970年にはHOゲージの製造を開始した。
当時アメリカの車両メーカーであったバッド社やユナイテッド・エアクラフト社 (UAC) と独占契約を結び、当時の最新鋭列車であったバッド製のメトロライナーや、UACの高速列車ターボトレインを独占的に製造した。
日本の玩具・模型メーカーのトミーと提携を結び、Nゲージ鉄道模型「トミーナインスケール」シリーズとして機関車、客車、建物、レールなどシステム一式が日本でもバックマン製造、トミー販売として発売された。国鉄ED75形電気機関車など一部は日本型も用意された。これは1976年に誕生するトミー単独ブランドTOMIXの前身となり、特に香港製貨車各種などはそのまま引き継がれその後も長らく発売された。
1978年に会社のロゴマークを一新した。
1981年に鉄道模型の利益が低下したため、バックマンは下請けメーカーであった香港のケーダーに会社を売却することになり、ケーダーは社名を「バックマン・インダストリー」 (Bachmann Industry) に改めた。模型製品の箱は、ヒンジ付きの黒いプラスチック製のものからセロファン製の窓のある白い紙箱に変更された。
1982年からバックマンは製品群を一つずつゆっくりではあるが改修し始めた。典型的な一例として、ディーゼル機関車の金属製ギアから樹脂製ギアへの変更があげられる。1992年には全ての生産が中華人民共和国で行われるようになった。ケーダーはバックマンブランドをアメリカへの輸出拡大に利用した。
アメリカへの輸出を拡大するだけではなく、ヨーロッパでは戦略の一環として経営不振に陥った企業を買収し傘下に収め、世界で最大規模の販売数量のある鉄道模型メーカーに成長した。
1992年にオーストリアの「リリプット」 (Liliput) を買収し傘下に収めた。そしてヨーロッパ大陸における拠点をドイツのフュルトに設置した。1997年にはニュルンベルクに移転した。2000年にイギリスの「グラハム・ファリッシュ」 (Graham Farish) を買収し傘下に収めた。
1999年から中華人民共和国向け製品の開発を開始し、2000年には最初の製品である東風11形ディーゼル機関車を発売した。2005年に上海に小売店を開業した。バックマンチャイナは上海を拠点にしている。

## 製品
アメリカ型のNゲージ、HOゲージ、HOn30、On30ゲージ、Gゲージ、ヨーロッパ型のNゲージ、HOゲージ、中華人民共和国型のHOゲージ、HOn、イギリス型のNゲージ、OOゲージ、Oゲージ、Gゲージの車両、線路、電源装置、ストラクチャー・アクセサリー類などを一手に製造している。ヨーロッパ型HOゲージの一部にメルクリン対応の交流三線式製品がある他は全て直流二線式となっている。製品は主にプラスチック製であるが、イギリス型のOゲージには金属製品も存在する。
イギリスのOOゲージ製品についてはバックマンUKを、Nゲージについてはグラハム・ファリッシュを参照。

### 子ブランド
アメリカ型では以下のような子ブランドが存在する。
ビッグハウラーシリーズ
1990年より、バックマンは「ビッグハウラー」と呼ばれる大型の車両セットを発売している。これらGゲージの製品にはシェイ式機関車や客車がある。最も有名な製品は1993年に発売されたEmmet Kelly Jr.サーカストレインである。
スペクトラムシリーズ
1988年にバックマンはスペクトラムブランドを始めた。これは従来のバックマンシリーズよりも精密で優れたモーターを搭載している。最初の製品はGE 44トンディーゼル機関車であった。後にペンシルバニア鉄道のK-4形蒸気機関車やEMDのGP30、GEのDash 8-40Cが加わった。
バックマンプラス
スペクトラムブランドの製品群と標準的なバックマンブランドの製品群との格差を埋めるべく、1992年よりバックマンプラスシリーズの展開が開始された。
On30
2001年よりOスケールでHOゲージの線路を使用する「On30シリーズ」の展開が開始された。
きかんしゃトーマス
2002年よりHOゲージで商品展開を開始。トーマスをはじめとした蒸気機関車のほか、ディーゼル機関車、客車、貨車、ストラクチャーとそのラインナップは多岐にわたる。また、2015年にはこうざんてつどう鉄道のスカーロイや貨車が軌間9mm・縮尺1/87のナローゲージとして製品化された。
2009年にはGゲージにも進出し、主要な機関車や車両が製品化されている。
チャギントン
2013年よりHOゲージで商品展開を開始。テレビアニメシリーズ「チャギントン」の主要キャラクターが製品化されている。但し2017年度版カタログからは全ての商品が削除されている。

### OEM生産
1970年代に日本のトミーと提携し、日本型車両を生産した。2000年代には天賞堂と提携し、500系新幹線やC62などの日本型車両を生産した。

### DCC
デジタルコマンドコントロール (DCC) は2006年からドイツのレンツ・エレクトロニックと提携し、展開を開始した。
2007年には積極的にDCCシステムを発売した。EZコマンド(E-Z Command)は扱いが手軽なため、初心者に受け入れられた。これによりバックマンが短期間で他社に追いつく事を可能にした。初心者向け商品のほかに、赤外線遠隔操作が可能な液晶ディスプレイを備えた上位機種シリーズ"DYNAMIS"もスペクトラムブランドで展開している。
近年のバックマンのスペクトラムシリーズにはDCCが搭載されている。またサウンド機能のついた車両も発売されている。

### E-Z App
2015年より商品展開が始まった、独自の無線車両遠隔操作システム。Bluetooth対応のiPhone、iPad等のiOS搭載機種をコントローラーとして使用するもので、手元でスピードやライト、サウンドなどのコントロールが可能。HOゲージのEMD F7形ディーゼル機関車を皮切りに、徐々に搭載機種を増やしている。

## かつての製品
1960年代には「Nature Craft Kits」と呼ばれる、鳥や動物のプラモデルやスロットカー、模型航空機を製造していた。また、日本のフジミ模型と組み戦車などのミリタリーモデルのプラモデルや、トミーと組み「Toys of Tomorrow」と呼ばれるロボット玩具を製造した。ロボット玩具は発売後数年で終了した。ミリタリーモデルは1970年代に終了した。
ケーダーに売却された際にスロットカーや模型航空機から撤退し、新たにラジコン模型市場に参入した。1982年には「Nature Craft Kit」の鳥シリーズを再発売した。1987年には製造を鉄道模型に一本化するためこれら製品は全て終了した。